# Ольгинские приюты

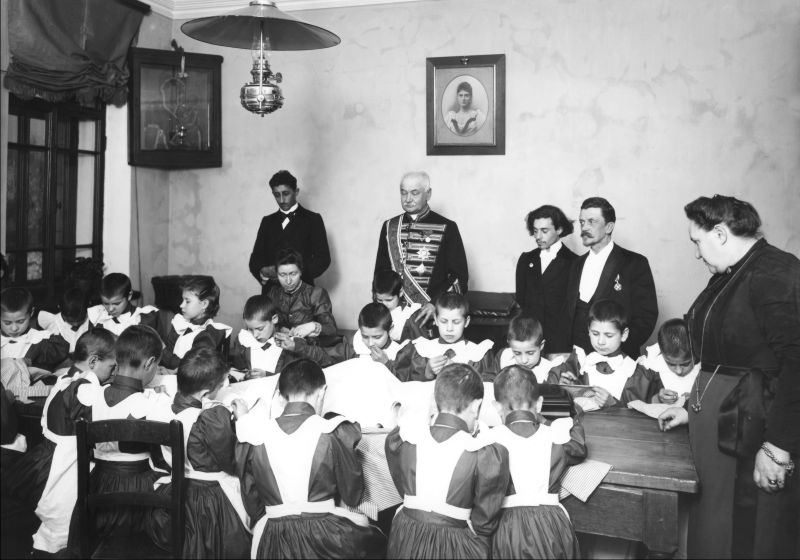
Детский приют трудолюбия св. Ольги. Санкт-Петербург. 2 мая 1899 г. Фото-ателье Карла Буллы

Ольгинские детские семейные приюты трудолюбия — приюты для детей-сирот, существовавшие в Российской Империи с 1895 по 1917 год.
В 1895 году, в ознаменование рождения дочери великой княжны Ольги Николаевны, император Николай II повелел учредить в ближайших окрестностях Санкт-Петербурга «убежище для призрения» детей-сирот, назвав его в честь Святой Ольги. Данное учреждение получило название Петербургский Ольгинский детский приют трудолюбия. В учреждении действовал устав, согласно которому, дети принимались в приют без различия вероисповедания, сословия или звания, но способные к работе по состоянию здоровья. Их обучали Закону Божию и грамоте, земледельческим, преимущественно огородным работам, и несложным ремёслам.
К 1910 в России существовало 36 ольгинских приютов (14 в губернских и областных городах, 22 — в уездных городах и сёлах). Только в одном Санкт-Петербурге действовали:
- Петербургский Ольгинский детский приют трудолюбия в Царской Славянке;
- Ольгинский детский приют трудолюбия на Васильевском острове;
- Ольгинский детский приют трудолюбия в память барона О. О. Буксгевдена в Лесном;
- Ольгинский приют трудолюбия для детей лиц, находящихся на излечении или скончавшихся в больнице св. Марии Магдалины в Гавани;
- Детский приют трудолюбия св. Ольги на Среднем пр.;
- Ольгинский приют трудолюбия для нищенствующих детей в Кронштадте.

Все учреждения содержались Попечительными обществами или Комитетами, которые находились в ведении Попечительства о домах трудолюбия и работных домах (с 1906 — Попечительство о трудовой помощи). Исключение составлял приют, учрежденный в память барона О. О. Буксгевдена, находившийся в непосредственном заведовании Комитета Попечительства о трудовой помощи.
После Октябрьской революции 1917 года Ольгинские приюты ликвидированы.
В 2013 году в Санкт-Петербурге началось строительство современных Ольгинских детских семейных приютов трудолюбия, представляющих собой жилищные комплексы семейного типа. Социально-ответственный бизнес выразил готовность поддержать детей-сирот. Одна из строительных компаний взялась за возведение комплексов в Шушарах (Пушкинском районе Петербурга) и в поселении Пригородный (посёлка Парголово Выборгского района Петербурга).